# Torneo Inframundo I Masculino de Roller Derby 2022 (México)
El Torneo Inframundo I fue la primera edición de esta competencia, del deporte urbano Roller Derby. Comenzó a disputarse el 29 de octubre y finalizó el 30 de octubre, en la ciudad de Ciudad de México en el Deportivo Antonio Caso.

## Fase de grupos

### Grupo A
| Equipo   | PJ | PG | PP | PF  | PC  | Dif |
| -------- | -- | -- | -- | --- | --- | --- |
| Kings    | 2  | 1  | 1  | 255 | 227 | 28  |
| Disorder | 1  | 1  | 0  | 118 | 83  | 35  |
| Bastardo | 1  | 0  | 1  | 109 | 172 | -63 |

## Día 1
| 29 de octubre de 2023 | Disorder | 118 - 83 | Kings |  |  |

## Día 2
| 29 de octubre de 2023 | Bastardo | 109 - 172 | Kings |  |  |